# Faro di Punta San Cataldo
Il faro di Punta San Cataldo di Bari è il faro portuale del capoluogo della Puglia. È il terzo faro più alto d'Italia e il 22º nel mondo.

## Storia
Costruito nel 1869, con i suoi 380 scalini, si trova all'interno di un giardino recintato, chiuso da un cancello in ferro che conduce ad una struttura bianca a due piani che regge la torre ottagonale.
La gestione e manutenzione del San Cataldo è affidata all'Arsenale militare marittimo di Taranto, che controlla anche l’Abruzzo, il Molise, la Basilicata e la Calabria.

## Posizione
Il faro di Bari si trova a nord della città, nei pressi della Fiera del Levante e del Porto, sul lungomare Starita.

## Architettura
La struttura muraria portante è in tufo.
La frequenza luminosa della lanterna dura in tutto 20 secondi: tre lampi da 0,2 secondi, intervallati da un doppio periodo di buio di 3,8 e un terzo più lungo di 11,8.